# Jacintha Saldanha
Jacintha Saldanha (* 26. März 1966 in Mangalore, Indien; † 7. Dezember 2012 in London) war Krankenschwester in einer Londoner Privatklinik. Bekanntheit erreichte sie als eine der Krankenschwestern der Duchess of Cambridge. Saldanha nahm sich nach einem Scherzanruf des australischen Radiomoderatorenpaares Mike Christian und Mel Greig das Leben.

## Verlauf
Saldanha arbeitete in einer Privatklinik in London, in der Catherine, Duchess of Cambridge behandelt wurde. Die Moderatoren einer australischen Radiosendung, Mel Greig und Mike Christian, riefen in der Klinik an und gaben sich als Elisabeth II. bzw. Charles, Prince of Wales aus, mit dem Ziel, näheres über den Gesundheitszustand der Duchess of Cambridge zu erfahren. Saldanha war eine der beiden Gesprächspartnerinnen der Moderatoren. Nachdem der Mitschnitt des Telefonats gesendet und die Nachricht über den Anruf ein weltweites Medienecho ausgelöst hatte, fand man Saldanha am 7. Dezember 2012 tot in ihrer Wohnung. Der Tod Saldanhas, die sich laut Obduktionsbericht mit einem Schal erhängt hatte, löste ein weltweites Medienecho aus. Die Moderatoren der Radiosendung wurden am 8. Dezember 2012 vom Sender suspendiert und die Sendung aus dem Programm genommen.